# Abgrabungsgewässer Grube Fernie
Abgrabungsgewässer Grube Fernie este o arie protejată (arie specială de conservare — SAC, sit de importanță comunitară — SCI) din Germania întinsă pe o suprafață de 13,81 ha, integral pe uscat.

## Localizare
Centrul sitului Abgrabungsgewässer Grube Fernie este situat la coordonatele 50°32′38″N 8°38′47″E / 50.5439°N 8.6464°E.

## Înființare
Situl Abgrabungsgewässer Grube Fernie a fost declarat sit de importanță comunitară în noiembrie 2004 pentru a proteja un număr necunoscut de specii din flora spontană și fauna sălbatică aflate în arealul zonei. Situl a fost protejat și ca arie specială de conservare în martie 2008.

## Biodiversitate
Situată în ecoregiunea continentală, aria protejată conține 1 habitat natural: Lacuri eutrofice naturale cu vegetație de tip Magnopotamion sau Hydrocharition.
La baza desemnării sitului se află un număr nedeclarat de specii protejate.
Pe lângă speciile protejate, pe teritoriul sitului au mai fost identificate 1 specie de mamifere.